# Comuna Camena, Storojineț
Camena (în ucraineană Кам'яна, transliterat: Kameana) este o comună în raionul Storojineț, regiunea Cernăuți, Ucraina, formată din satele Camena (reședința) și Hlibacioc.

## Demografie
Componența lingvistică a comunei Camena
     Ucraineană (98,77%)
     Alte limbi (1,23%)
Conform recensământului din 2001, majoritatea populației comunei Camena era vorbitoare de ucraineană (98,77%), existând în minoritate și vorbitori de alte limbi.